# Рюэггисберг
Рюеггисберг (нем. Rüeggisberg) — коммуна в Швейцарии, в кантоне Берн. 

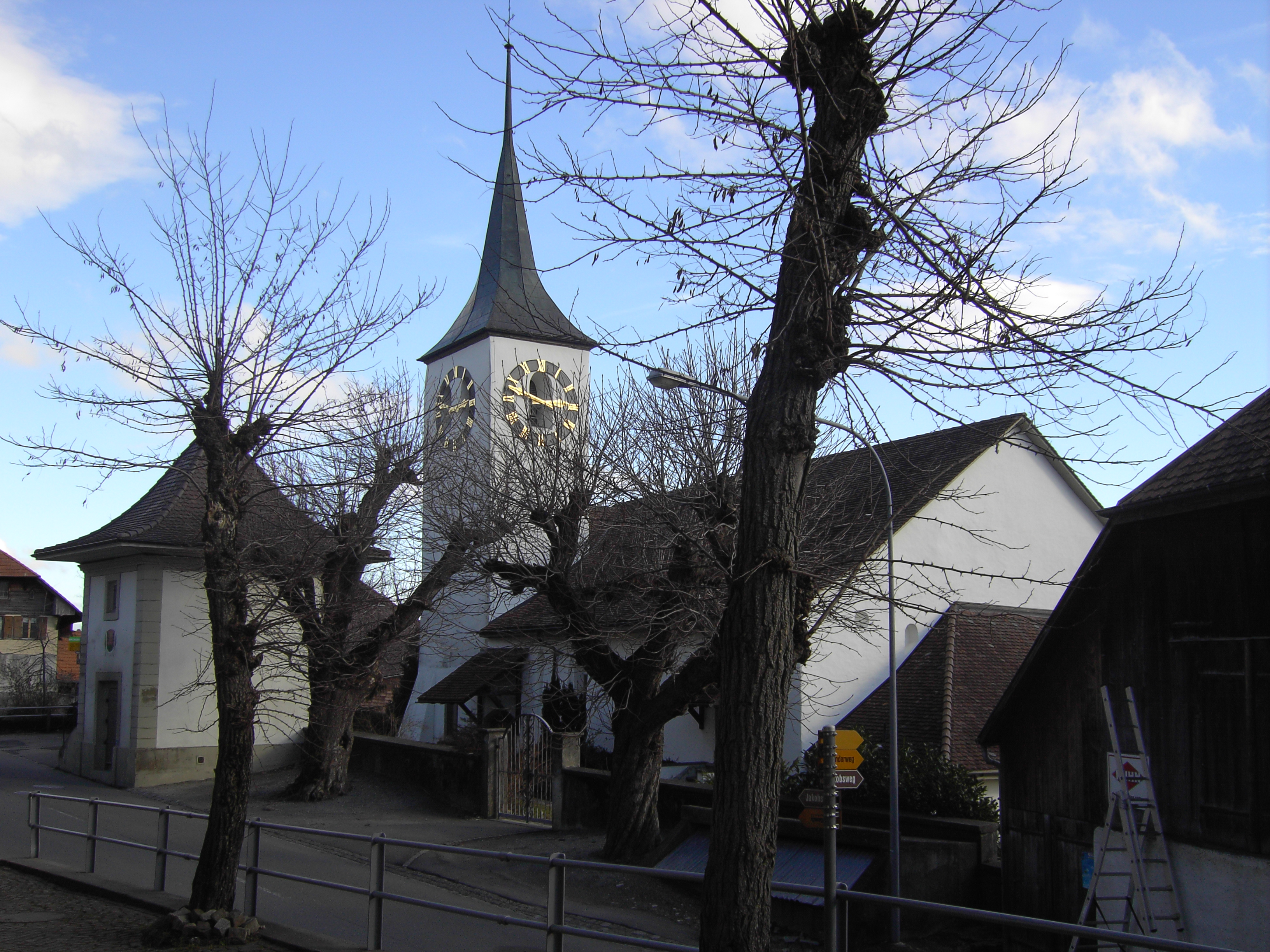
Church

Входит в состав округа Зефтиген. Население составляет 1883 человека (на 31 декабря 2006 года). Официальный код — 0880.